# Ala (mytologie)

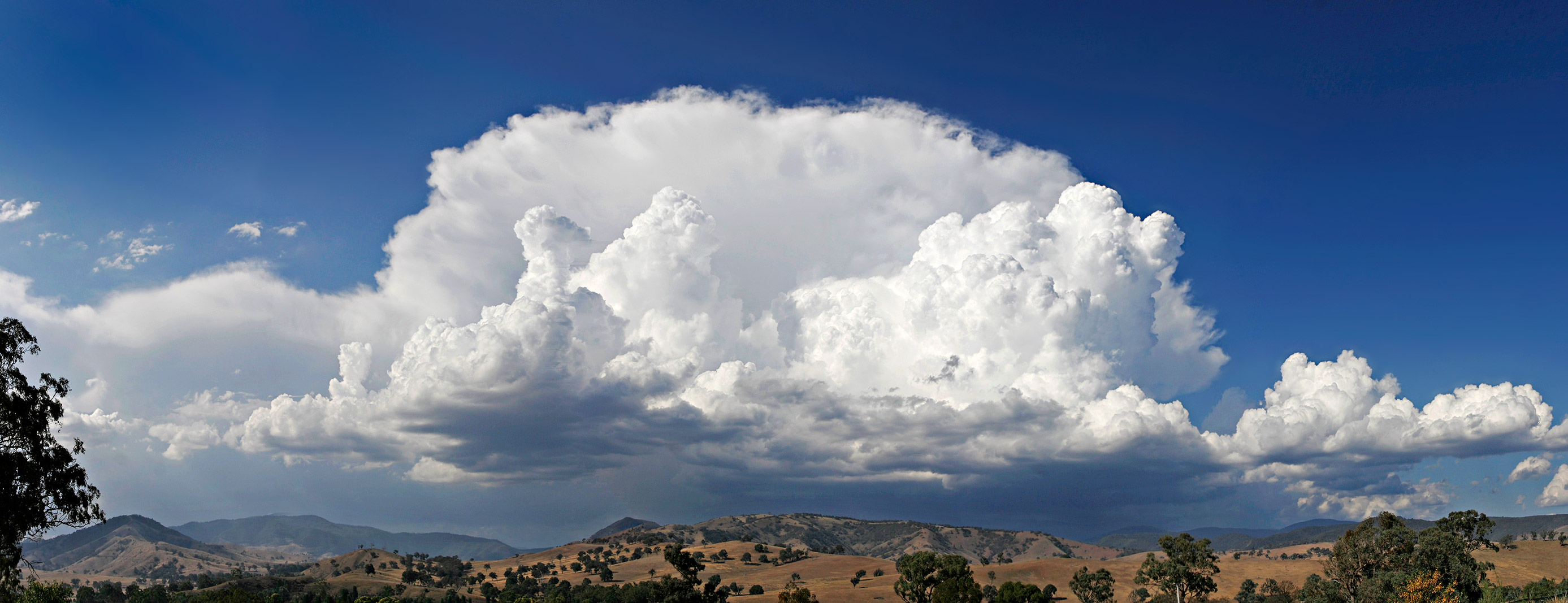
Bouřkové mraky - předzvěst Aly.

Ala (nebo hala, mn. č. ale) je mytologické stvoření ve slovanské mytologii. Písemně je zaznamenané v srbském, bulharském a slavomakedonském folklóru. Je démonem zlého počasí (například bouřka, kroupy, vichr nebo blesk), může pojídat děti, zkouší také pohltit Měsíc nebo Slunce, což (jak lidé věřili) by znamenalo konec světa. Východní Slované tomuto démonu říkali Baba Jaga.